# Radmin
Radmin (Remote Administrator) — умовно безкоштовна програма віддаленого адміністрування ПК для платформи Microsoft Windows, яка дозволяє повноцінно працювати на декількох віддалених комп'ютерах за допомогою графічного інтерфейсу. Крім цього, програма дозволяє передавати файли і використовувати режим голосового або текстового спілкування з користувачем віддаленого комп'ютера.

## Принцип роботи
Radmin складається з 2х частин: клієнтської (Radmin Viewer) і серверної (Radmin Server).
IT-фахівець встановлює серверну частину Radmin на віддаленому комп'ютері, вказує пароль і можливість запуску програми як сервісу. Після перезавантаження цього комп'ютера він отримує можливість бачити екран цього віддаленого комп'ютера у вікні або на повному екрані свого комп'ютера. Маніпуляції мишею або клавіатурою передаються на віддалений комп'ютер. Таким чином, IT-фахівець може працювати за віддаленим комп'ютером так, як ніби він знаходиться прямо перед ним. На комп'ютері IT-фахівця потрібно встановити безкоштовну клієнтську частину Radmin Viewer.
Віддалений комп'ютер може розташовуватися в Інтернеті або в локальній мережі. Програма дозволяє налаштовувати якість переданої картинки, що дозволяє використовувати її навіть при низькій швидкості з'єднання. Вона також показує екран віддаленого комп'ютера навіть під час всього процесу його перезавантаження.

## Функції
Програма дозволяє підключатися до віддаленого комп'ютера в різних режимах:
- управління;
- перегляд;
- Telnet;
- передача файлів;
- виключення;
- текстовий чат;
- голосовий чат;
- текстове повідомлення.

Radmin Viewer 3.3 і вище підтримує технологію Intel AMT, яка надає можливість з'єднання з комп'ютером і можливість часткового керування ним без завантаження операційної системи.

## Безпека
У Radmin 3.x реалізовані наступні функції безпеки:
- Надійний захист всіх переданих даних за стандартом AES.
- Можливість використовувати систему безпеки Windows або власну систему безпеки Radmin.
- Система безпеки Windows дозволяє обмежувати віддалений доступ для окремих користувачів або груп користувачів, включаючи користувачів локальних комп'ютерів, первинних і довірених доменів або Active Directory. Підтримує автоматичну перевірку прав доступу користувача і протокол Kerberos.
- Використання системи безпеки Radmin дозволяє задавати різні права доступу для кожного користувача окремо.
- Таблиці IP-фільтрації дозволяють дозволити доступ тільки для певних хостів та підмереж.
- Запис в лог-файл імені користувача і DNS розшифровки його адреси.
- Інтелектуальний захист від вгадування і перебору паролів.

## Історія версій
Remote Administrator розроблена Дмитром Зноско в 1999 році. В даний час Дмитро Зноско є єдиним власником і генеральним директором компанії «Фаматек».
- 2004 — реліз Remote Administrator (Radmin) 2.2.
- 13.02.2007 — реліз Radmin 3.0

У цій версії почав використовуватися Mirror Driver (Video Hook Driver), що забезпечує високу швидкість передачі даних при мінімальному завантаженні центрального процесора. Це досягається шляхом отримання даних безпосередньо від драйвера операційної системи до їх попадання в пам'ять відеокарти.
- 03.07.2007 — реліз версії Radmin 3.01 з оптимізованим процесом установки, сумісністю клієнтського модуля з Wine (віддалений доступ з комп'ютерів де встановлена ОС Linux) та іншими змінами.
- 02.11.2007 — реліз Radmin 3.1 з підтримкою 64-бітної системи Windows Vista/XP/Server 2003
- 25.04.2008 — Radmin 3.2 з підтримкою Windows Vista SP1 (32-біт і 64-біт) і Windows Server 2008.
- 19.11.2008 — Radmin 3.3 з підтримкою технології Intel AMT
- 13.11.2009 — Radmin 3.4 з повною підтримкою Windows 7

## Сумісність з попередніми версіями
Radmin Viewer 3.x сумісний з Remote Administrator Server 2.x з обмеженням по функціоналу (наприклад, недоступна функція чату).

## Сумісність версій
|                                 | Radmin Server 3.x | Remote Administrator Server 2.x |
| Radmin Viewer 3.x               | Так               | Так                             |
| Remote Administrator Viewer 2.x | Ні                | Так                             |

## Сумісність з ОС
|                                 | Windows 7 | Windows 2008 | Windows Vista | Windows XP | Windows 2003 | Windows 2000 |
| Radmin Server 3.4               | Так       | Так          | Так           | Так        | Так          | Так          |
| Radmin Viewer 3.4               | Так       | Так          | Так           | Так        | Так          | Так          |
| Remote Administrator Server 2.x | Ні        | Ні           | Ні            | Так        | Так          | Так          |
| Remote Administrator Viewer 2.x | Так       | Так          | Так           | Так        | Так          | Так          |

## Обмеження
Для установки Radmin Server 3.x необхідні права адміністратора.

## Використання Radmin в цілях злому
Відомі випадки, коли Radmin застосовувався зловмисниками для віддаленого управління комп'ютерами жертв. У деяких збірках Windows XP з вбудованим ПЗ, був вбудований Radmin Server.
Зловмисники організовують так звані «рейди», в ході яких відбувається отримання доступу до комп'ютерів жертв за допомогою брутфорса, а після отримання доступу з комп'ютером відбуваються різні дії — від безневинної зміни шпалер робочого столу на шок-контент до крадіжки паролів від інтернет-гаманців, акаунтів в соціальних мережах, і повного знищення даних на жорсткому диску ПК.

### Подібні програми
- Ammyy Admin
- AnyDesk
- TeamViewer
- Veyon